# Amalie Cramer
Amalie Cramer (30. November 1859 in München – nach 1913) war eine deutsche Theaterschauspielerin.

## Leben
Die Tochter eines Kunstmalers erhielt ihre dramatische Ausbildung an der königlichen Musikschule in München, wo namentlich Ernst von Possart sich ihrer annahm. 1879 trat sie ihr erstes Engagement am Hoftheater in Mannheim an, woselbst sie von Julius von Werther, damals Regisseur dieser Hofbühne, künstlerisch sehr gefördert wurde. Von dort kam Cramer ans Hoftheater in Petersburg, und 1886 ans Hoftheater in Darmstadt, wo sie als „Gretchen“ debütierte. Sie wirkte daselbst 16 Jahre im Fache der Liebhaberinnen, Salondamen und Heroinen und trat 1901 in den Verband des Stadttheaters Hamburg.
Weitere Bühnenstation bis zum Ausbruch des Ersten Weltkriegs waren unter anderem Karlsruhe und Leipzig. Ihr weiterer Lebensweg ist unbekannt.